# 광선총

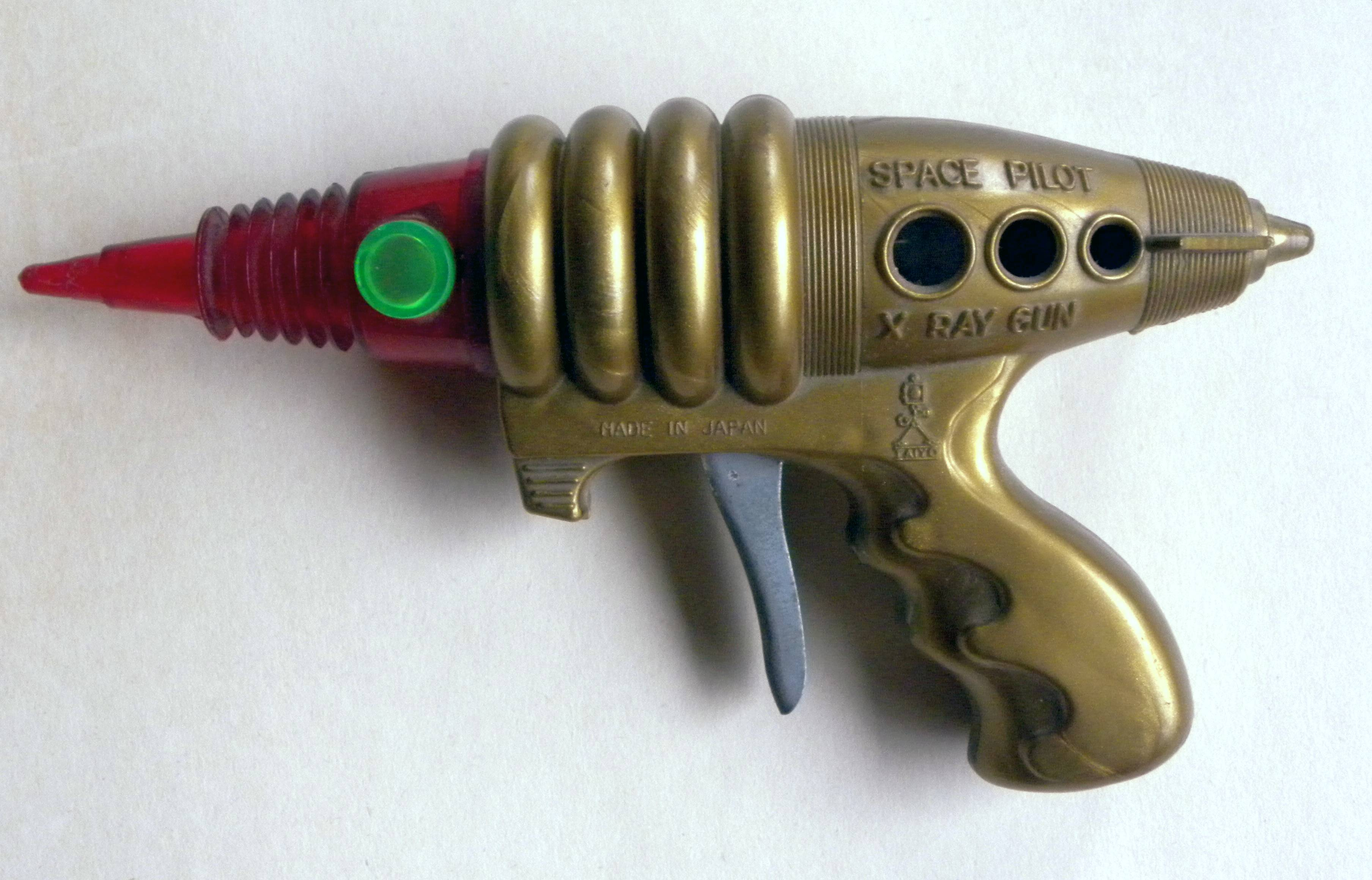
1970년대 일본에서 만들어진 광선총 장난감. 방아쇠를 당기면 삐슝삐슝 소리가 나면서 끄트머리의 붉은 조각이 및난다.

광선총(raygun)은 SF에 나오는 지향성 에너지 무기다. 대부분의 경우 총기의 형태를 가지고 있어서 사용하면 눈에 보이는 빛줄기를 발사하고, 이 빚줄기에 사람이 맞으면 죽을 수 있다.
광선무기는 SF의 초기 역사에서부터 등장했다. 허버트 조지 웰스의 『우주전쟁』(1898년)에서는 “열광선(Heat-Ray)”, 개릿 퍼트넘 서비스의 『에디슨의 화성 정복』(1898년)에서는 “분쇄광선(disintegrator ray)”, 빅터 루소 엠마누엘의 『실린더의 메시아』(1917년)에서는 “광선총(raygun)”, 닉친 윌스톤 디얼리스의 단편 「녹색 별 이지러지다」(1925년)에서는 “블래스터(blaster)”, 존 우드 캠벨의 『검은 별 사라지다』(1930년)에서는 “광선투사기(ray projector)”, 에드워드 엘머 스미스의 『발레론의 종달새』(1934년)에서는 “바늘광선(needle ray, needler)”이라는 표현들이 각기 처음으로 등장했다.
광선총읜 SF의 황금시대에 잡지 표지에 흔하게 그려졌는데, 특히 캠벨의 『어스타운딩』지에서 아주 흔했다. 광선총은 1940년대에 이미 클리셰가 되었다. 1960년대에 레이저가 발명되면서 SF에서의 광선총이라는 표현도 차츰 레이저에 대체되었다. 1970년대에 레이저의 무기로서의 가능성이 크게 떨어지는 것이 밝혀지자 “페이저(phasers)”, “펄스 라이플(pulse rifles)”, “플라스마 라이플(plasma rifles)” 등의 새로운 표현들이 생겨났다.